# Jeret Peterson
Jeret Peterson, född den 12 december 1981 i Boise, USA, död 25 juli 2011, var en amerikansk freestyleåkare.
Han tog OS-silver i herrarnas hopp i samband med de olympiska freestyletävlingarna 2010 i Vancouver.